# 3e législature de la Knesset
Cet article court présente un sujet plus développé dans : Knesset.
La présente page liste les membres du Cabinet sous la troisième législature de la Knesset, chambre unique du parlement israélien, entre 1955 et 1959.
| Le Cabinet                                     | Le Cabinet                                      | Le Cabinet            |
| Position                                       | Personne                                        | Partie                |
| ---------------------------------------------- | ----------------------------------------------- | --------------------- |
| Premier ministre Ministre de la défense        | David Ben-Gurion                                | Mapai                 |
| Second ministre                                | Eliezer Kaplan (jusqu'au 13 juillet 1952)       | Mapai                 |
| Ministre de l'agriculture                      | Levi Eshkol (jusqu'au 25 juin 1952)             | Mapai                 |
| Ministre de l'agriculture                      | Peretz Naftali (après 25 juin 1952)             | Mapai                 |
| Ministre de l'éducation (en)                   | Ben-Zion Dinur                                  |                       |
| Ministre des finances                          | Eliezer Kaplan (jusque 25 juin 1952)            | Mapai                 |
| Ministre des finances                          | Levi Eshkol (après 25 juin 1952)                | Mapai                 |
| Ministre des affaires étrangères               | Moshe Sharett                                   | Mapai                 |
| Ministre de la santé                           | Yosef Burg                                      | Hapoel Hamizrahi      |
| Ministre de l'Intérieur Ministre des religions | Haim-Moshe Shapira                              | Hapoel Hamizrahi      |
| Ministre de la justice                         | Dov Yosef (jusqu'en 25 juin 1952)               | Mapai                 |
| Ministre de la justice                         | Haim Cohn (après 25 juin 1952)                  |                       |
| Ministre du Travail                            | Golda Meir                                      | Mapai                 |
| Ministre de la police                          | Bechor-Shalom Sheetrit                          | Mapai                 |
| Ministre des communications                    | Mordechai Nurock                                | Mizrahi               |
| Ministre de l'Industrie                        | Dov Yosef                                       | Mapai                 |
| Ministre des transports                        | David-Zvi Pinkas (jusqu'en 14 août 1952)        | Mizrahi               |
| Ministre des transports                        | David Ben-Gurion (après 14 août 1952)           | Mapai                 |
| Ministre de la défense                         | Yitzhak-Meir Levin (jusqu'en 18 septembre 1952) | Agudat Yisrael        |
| Ministre sans portefeuille                     | Peretz Naftali (après 25 juin 1952)             | Mapai                 |
| Ministre sans portefeuille                     | Pinhas Lavon (17 août - 24 décembre 1952)       | Mapai                 |
| Ministre de l'agriculture                      | Yosef Efrati                                    | Mapai                 |
| Ministre de la culture                         | Kalman Kahana                                   | Poalei Agudat Yisrael |